# Кицикопулос, Харилаос
Харилаос (Харри, Харис) Кицикопулос (греч. Χαρίλαος Κιτσικόπουλος, англ. Harilaos (Harry, Haris) Kitsikopoulos) — американский историк экономики греческого происхождения, специалист по британской экономической истории от средневековья до промышленной революции.
Доктор философии (1994), профессор (Clinical Professor) экономики Нью-Йоркского университета (ныне в отставке и аффилирован с Университетом Фракии имени Демокрита). Лауреат Henry Allen Moe Prize (2001). Основатель и академический директор программы Unbound Prometheus в Нью-Йорке.
Окончил Университет Аристотеля в Салониках (бакалавр экономики, 1984). Степень доктора философии по экономике получил в нью-йоркском университете «Новая школа», в New School For Social Research, с дисс. "The Technological Matrixin English Agriculture, 1200-1640". Являлся адъюнкт-ассистент-профессором экономики New York Institute of Technology. 17 лет провел на кафедре экономики Нью-Йоркского университета, являлся советником президента университета Джона Секстона.
Автор статей об экономике средневековой (позднефеодальной) Англии, публиковался в Journal of Economic History, Economic History Review, The Journal of Peasant Studies, Agricultural History Review. Автор Innovation and Technological Diffusion (Routledge, 2016).
Редактор Agrarian Change and Crisis in Europe, 1200—1500 (Routledge, 2012) {Рец. Christopher Dyer, }.